# Тоу, Джон
Джон Эдвард То́у (англ. John Thaw; 3 января 1942 — 21 февраля 2002) — британский актёр и продюсер, создавший ряд успешных ролей в телевизионных сериалах, кино и театре, известность которому принесли прежде всего роли в телесериалах Redcap, The Sweeney, Инспектор Морс и Королевский адвокат Кавана, лауреат многочисленных премий (в том числе премии BAFTA), командор Ордена Британской империи.
Российским телезрителям Джон Тоу знаком в первую очередь как исполнитель роли Инспектора Морса в одноимённом сериале по произведениям Колина Декстера.

## Биография
Джон Тоу родился 3 января 1942 года в Манчестере, Великобритания в семье водителя-дальнобойщика Джека Тоу. Когда мальчику исполнилось семь лет, мать оставила его и его младшего брата Рэймонда на попечении отца, Джон увидел мать только по прошествии двенадцати лет. Посещая занятия в Высшей технической школе (Ducie Technical High School) (англ.), Тоу принял решение стать актёром. В возрасте шестнадцати лет он поступает в Королевскую академию драматического искусства (англ. Royal Academy of Dramatic Art (RADA)), которую с успехом заканчивает в 1960 году. Однокурсником Джона оказался Том Кортни, впоследствии также известный британский актёр.
Сразу после окончания Академии Джон Тоу дебютирует в театре Liverpool Playhouse, а в 1962 году актёр впервые снимается в кино в фильме «Одиночество бегуна на длинные дистанции» (англ. The Loneliness of the Long Distance Runner). До 1964 года молодой актёр продолжает играть в театре, снимается в нескольких телевизионных сериалах, а в 1964 получает свою первую главную роль сержанта Джона Манна в полицейском сериале «Redcap». Именно с этой ролью к Джону Тоу приходит известность в Великобритании.
Международную известность актёру принесла роль бескомпромиссного детектива Джека Ригана в полицейской драме «The Sweeney», прошедшей по ITV c 1975 по 1978 год. В России сериал известен под названием «Летучий отряд Скотланд-Ярда». Вместе с Тоу в сериале снялся молодой Деннис Ватерман (англ. Dennis Waterman) в роли сержанта Джорджа Картера.
До 1987 года актёр снялся в ряде телевизионных и кинофильмов, играл в театре.
Наконец, в 1987 году Джон Тоу получает главную роль в сериале «Инспектор Морс», которая возносит его на пик популярности. Утончённый, высокоинтеллектуальный, одинокий любитель пива и классической музыки, созданный Колином Декстером, просто ожил на экране. 33 серии, выходившие в течение 12 сезонов с 1987 по 2001 год, имели неизменный успех. За эту роль Джон Тоу был дважды удостоен премии BAFTA (в 1990 и 1993 году, номинация — лучший актёр телевидения), а в 1999 году был удостоен премии National Television Awards как наиболее популярный актёр. В восьми эпизодах сериала Джон Тоу выступил как исполнительный продюсер. Нельзя не отметить вклад Кевина Уотли, сыгравшего роль преданного сержанта Льюиса.
Параллельно со съемками в сериале «Инспектор Морс» Джон Тоу продолжает интенсивно работать на телевидении, снимаясь в телефильмах: «Год в Провансе» (англ. A Year in Provence, 1993), «Отсутствие войны» (англ. The Absence of War, 1995), «Шаг в неизвестное» (англ. Into the Blue, 1997), «Спокойной ночи, мистер Том» (англ. Goodnight, Mister Tom, 1998); и сериалах: «Пластический человек» (англ. (The Plastic Man, 1999), «Монсеньор Ренар» (англ. Monsignor Renard, 2000), «Королевский адвокат Кавана» (англ. Kavanagh Q.C., 1995—2001). Роль блестящего адвоката Джеймса Кавана приносит актёру оглушительный успех.
Среди работ в кино этого периода следует отметить «Клич свободы» (англ. Cry Freedom,1987), за которую он был выдвинут на премию BAFTA в номинации «Лучшая роль второго плана» и фильм «Чаплин» (англ. Chaplin, 1992).
В последние годы жизни актёр принимает участие в документальных фильмах «Британия во время войны в цвете» (англ. Britain at War in Colour, 2000) и «Вторая мировая война в цвете» (англ. The Second World War in Colour, 2000), снимается в телесериале «The Glass» (2001) и в телефильме «Клад» (англ. Buried Treasure, 2001).
В июне 2001 года у актёра был обнаружен рак пищевода. После тяжелого лечения актёр полон творческих планов, в частности речь идет о съемках полнометражной серии «Королевский адвокат Кавана» (англ. Kavanagh Q.C., 1995—2001), но 21 февраля 2002 года Джон Тоу умирает в своем доме в Уилтшире в окружении семьи.

## Личная жизнь
В 1964 году Тоу женился на Салли Александер (англ. Sally Alexander), работавшей тогда театральным агентом, но через четыре года супруги расстались. В браке с Салли у Тоу родилась дочь Абигайль, (англ. Abigail Thaw).
В 1969 году Тоу познакомился с актрисой Шейлой Хэнкок, которая в то время состояла в браке с актёром Алеком Россом (англ. Alec Ross, 1922—1971). В декабре 1973 года, через два года после смерти Росса, Шейла и Тоу поженились. Тоу официально удочерил Мелани, дочь Шейлы от брака с Россом. А в 1974 году у Шейлы и Джона родилась дочь Джоанна (англ. Joanna Suzy Thaw).
Политические взгляды Джона Тоу в течение жизни не менялись, он до конца оставался сторонником Лейбористской партии Великобритании.

## Награды и номинации

### Награды
- 2001 — Избран членом BAFTA
- 1999 — National Television Awards — Самый популярный актёр, за фильм «Спокойной ночи, мистер Том» (англ. Goodnight, Mister Tom)
- 1990 — National Television Awards — Самый популярный актёр, за фильм «Инспектор Морс»
- 1994 — Командор Ордена Британской империи
- 1993 — Премия BAFTA — лучший актёр, за фильм «Инспектор Морс»
- 1990 — Премия BAFTA — лучший актёр, за фильм «Инспектор Морс»
- 1978 — Британская кинопремия газеты Evening Standard — лучший актёр, за фильм «Летучий отряд Скотланд-Ярда» (The Sweeney)

### Номинации
- 2002 — National Television Awards — Самый популярный актёр, за фильм «Клад» (англ. Buried Treasure)
- 2001 — National Television Awards — Самый популярный актёр, за фильм «Инспектор Морс»
- 2000 — National Television Awards — Самый популярный актёр, за фильм «Монсеньор Ренар» (англ. Monsignor Renard)
- 1992 — Премия BAFTA — лучший актёр, за фильм «Инспектор Морс»
- 1991 — Премия BAFTA — лучший актёр, за фильм «Инспектор Морс»
- 1988 — Премия BAFTA — лучший актёр второго плана, за фильм «Клич свободы» (англ. Cry Freedom)

## Избранная фильмография
| Год выхода | Сериал/фильм         | Русское название                        | Оригинальное название                                | Роль                          |
| ---------- | -------------------- | --------------------------------------- | ---------------------------------------------------- | ----------------------------- |
| 1961       | Сериал               | Молодое поколение                       | The Younger Generation                               | 7 разных ролей                |
| 1962       | Кинофильм            | Одиночество бегуна на длинные дистанции | The Loneliness of the Long Distance Runner           | Босуорт                       |
| 1963       | Сериал               | Автомобили Z                            | Z Cars                                               | Детектив констебль Эллиот     |
| 1964       | Кинофильм            | Сундук мертвеца                         | Dead Man’s Chest                                     | Дэвид Джонс                   |
| 1964-1966  | Сериал               | Redcap                                  | Redcap                                               | Сержант Джон Манн             |
| 1968       | Кинофильм            | Пушка Бофора                            | The Bofors Gun                                       | Featherstone                  |
| 1970       | Кинофильм            | Последняя граната                       | The Last Grenade                                     | Терри Митчел                  |
| 1970       | Сериал               | Большой брат                            | Big Brother                                          | Кордон                        |
| 1969-1973  | Сериал               | Театр ITV в субботу вечером             | ITV Saturday Night Theatre                           | Пол/Рольф                     |
| 1972       | Сериал               | Приключения Чёрного Красавчика          | The Adventures of Black Beauty                       | Джек Десмонд                  |
| 1975-1978  | Сериал               | Летучий отряд Скотленд-Ярда             | The Sweeney                                          | Детектив инспектор Джек Риган |
| 1977       | Кинофильм            | Летучий отряд Скотленд-Ярда             | The Sweeney!                                         | Детектив инспектор Джек Риган |
| 1980       | Телефильм            | Афера Дрейка                            | Drake’s Venture                                      | Френсис Дрейк                 |
| 1981       | Кинофильм            | Трава поёт                              | Gräset sjunger / The Grass is Singing (Killing Heat) | Дик Тёрнер                    |
| 1984       | Телефильм            | Жизнь и смерть короля Джона             | The Life and Death of King John                      | Нуберт де Бург                |
| 1987       | Кинофильм            | Дела как обычно                         | Business as Usual                                    | Керэн Флинн                   |
| 1987       | Кинофильм            | Клич свободы                            | Cry Freedom                                          | Крюгер                        |
| 1987       | Телефильм            | Знак четырёх                            | The Sign of Four                                     | Джонотан Смолл                |
| 1985-1990  | Сериал               | Что посеешь…                            | Home to Roost                                        | Генри Виллоус                 |
| 1992       | Кинофильм            | Чаплин                                  | Chaplin                                              | Фред Карно                    |
| 1993       | Сериал               | Год в Провансе                          | A Year in Provence                                   | Питер Мейл                    |
| 1995       | Телефильм            | Отсутствие войны                        | The Absence of War                                   | Джордж Джонс                  |
| 1997       | Телефильм            | Шаг в неизвестное                       | Into the Blue                                        | Гарри Барнетт                 |
| 1999       | Кинофильм            | Спокойной ночи, мистер Том              | Goodnight, Mister Tom                                | Том Оукли                     |
| 1999       | Сериал               | Пластический человек                    | Plastic Man                                          | Джо Маконнелл                 |
| 2000       | Сериал               | Монсеньор Ренар                         | Monsignor Renard                                     | Монсеньор Августин Ренар      |
| 1987-2000  | Сериал               | Инспектор Морс                          | Inspector Morse                                      | Главный инспектор Морс        |
| 1995-2001  | Сериал               | Королевский адвокат Кавана              | Kavanagh Q.C.                                        | Джеймс Кавана                 |
| 2000       | Документальный фильм | Британия во время войны в цвете         | Britain at War in Colour                             | Голос за кадром               |
| 2000       | Документальный фильм | Вторая мировая война в цвете            | The Second World War in Colour                       | Ведущий                       |
| 2001       | Сериал               | The Glass                               | The Glass                                            | Джим Проктор                  |
| 2001       | Кинофильм            | Клад                                    | Buried Treasure                                      | Гарри Дженкинс                |